# Чепрасов, Михаил Дмитриевич
Михаил Дмитриевич Чепрасов (1925—1988) — капитан Советской Армии, участник Великой Отечественной войны, Герой Советского Союза (1944).

## Биография
Михаил Чепрасов родился 20 августа 1925 года в селе Подгородняя Покровка (ныне — Оренбургский район Оренбургской области). Окончил семь классов школы. В июле 1943 года Чепрасов был призван на службу в Рабоче-крестьянскую Красную Армию. С 1944 года — на фронтах Великой Отечественной войны.
К июню 1944 года старший сержант Михаил Чепрасов командовал отделением 241-го стрелкового полка 95-й стрелковой дивизии 49-й армии 2-го Белорусского фронта. Отличился во время освобождения Могилёвской области Белорусской ССР. 27 июня 1944 года отделение Чепрасова одним из первых переправилось через Днепр в районе деревни Колесище Могилёвского района и приняло активное участие в боях за захват и удержание плацдарма на его западном берегу, продержавшись до переправы основных сил.
Указом Президиума Верховного Совета СССР от 21 июля 1944 года старший сержант Михаил Чепрасов был удостоен высокого звания Героя Советского Союза с вручением ордена Ленина и медали «Золотая Звезда».
После окончания войны Чепрасов продолжил службу в Советской Армии. В 1947 году он окончил Уфимское пехотное училище. В 1961 году в звании капитана Чепрасов был уволен в запас. Проживал и работал в Одессе.
Был также награждён орденом Отечественной войны 1-й степени и рядом медалей.